# Hidalgo (Teksas)
Hidalgo je grad u američkoj saveznoj državi Teksas. Prema popisu stanovništva iz 2010. u njemu je živjelo 11.198 stanovnika.